# Gird-î Qalrakh
Gird-î Qalrakh is een tell, of archeologische nederzettingsheuvel, in de Shahrizor-vlakte in Iraaks Kurdistan, Irak. De archeologische vindplaats is 3 hectare groot volgens de opgravers en beslaat 15 hectare volgens een geomagnetische survey. De tell is 26 m hoog en is daarmee een van de hogere vindplaatsen in de Shahrizor Vlakte. In 2016 en 2017 werden opgravingen uitgevoerd door de Universiteit van Frankfurt. Uit dit onderzoek bleek dat Gird-î Qalrakh permanent bewoond is geweest van het derde millennium v.Chr. tot in de islamitische period. Belangrijke vondsten zijn een grote stenen muur uit de neo-Assyrische periode, en een goed bewaard gebleven weefgetouw uit de Sassanidische periode. Ook zijn er veel zegels opgegraven. Dit doet vermoeden dat textielproductie een belangrijke rol speelde in Gird-î Qalrakh tijdens deze periode.